# Świstowy Potok
Świstowy Potok (słow. Svišťovský potok) – potok płynący Doliną Świstową (odgałęzienie Doliny Białej Wody) w słowackich Tatrach Wysokich. Wypływa ze Świstowych Stawków na wysokości ok. 1937 m n.p.m., kieruje się na północny zachód w stronę Doliny Białej Wody. Nieco powyżej Polany pod Wysoką wpada do Białej Wody jako jej prawy dopływ. Nieopodal do Białej Wody wpada Ciężki Potok, który płynie z Doliny Ciężkiej.
Nazwa potoku, jak i innych obiektów w Dolinie Świstowej odnosi się do świstaków, które licznie zamieszkują te rejony.

## Szlaki turystyczne
– niebieski szlak z Łysej Polany Doliną Białej Wody (przecina Świstowy Potok powyżej Polany pod Wysoką) i Doliną Litworową do Kotła pod Polskim Grzebieniem i na Rohatkę, stamtąd w dół na wschód do Schroniska Zbójnickiego.
- Czas przejścia z Łysej Polany do rozdroża pod Polskim Grzebieniem: 4:55 h, ↓ 4:25 h
- Czas przejścia od rozdroża na Rohatkę: 45 min, ↓ 35 min
- Czas przejścia z Rohatki do schroniska: 55 min, ↑ 1:15 h